# British American Football League
Die British American Football League (BAFL) war von 1998 bis 2010 die wichtigste Liga des American Footballs im Vereinigten Königreich. Bis 2005 hieß sie British Senior League (BSL). Es spielten nur Clubs aus England, Wales und Schottland mit. Teams aus Nordirland spielten in der gesamtirischen Irish American Football League.
Sie war aufgeteilt in drei Ligen (Divisions), der Premier, der 1. und der 2., welche je eine Play-off-Serie und ein Championship-Game hatten. Die Championship-Teilnehmer stiegen in die nächsthöhere Liga auf, die letzten beiden in die nächstniedrigere Liga ab. Das Championship-Game der Premier Division war der BritBowl. Der Sieger erhielt die Boston Trophy.
Nach Spannungen zwischen den Direktoren des Dachverbandes British American Football Association und denen der BAFL wuchsen seit 2009 und endeten in der Auflösung der Ligen am 1. April 2010, welche 2010 durch die  BAFA Community Leagues, 2011 umbenannt in BAFA National Leagues, ersetzt wurde.

## Meisterschaft
| XII   | 1998          | London Olympians | Sussex Thunder        | 20:00 |           |                  |
| XIII  | 1999          | London Olympians | Birmingham Bulls      | 9:6   |           |                  |
| XIV   | 2000          | London Olympians | Birmingham Bulls      | 34:26 |           |                  |
| XV    | 2001          | London Olympians | East Kilbride Pirates | 37:20 |           |                  |
| XVI   | 2002          | London Olympians | Farnham Knights       | 42:15 |           |                  |
| XVII  | 2003          | London Olympians | East Kilbride Pirates | 35:70 |           |                  |
| XVIII | 2004          | Farnham Knights  | London Olympians      | 28:14 |           |                  |
| XIX   | 2005          | London Olympians | Farnham Knights       | 21:19 |           |                  |
| XX    | 2006          | London Olympians | London Blitz          | 45:30 |           |                  |
| XXI   | 2007          | London Blitz     | Coventry Jets         | 14:60 |           |                  |
| XXII  | 2008          | Coventry Jets    | London Blitz          | 33:32 |           |                  |
| XXIII | 21. Sep. 2009 | London Blitz     | Coventry Jets         | 26:70 | Doncaster | Keepmoat Stadium |